# كازومي كيشي
كازومي كيشي (岸 一美) (مواليد 25 نوفمبر 1975)، هي لاعبة كرة قدم كانت تلعب كمهاجم. ولعبت مع منتخب اليابان لكرة القدم للسيدات.